# Революция в России (книга Врба)
«Революция в России: статистические и социальные исследования» (нем. Die Revolution in Russland: statistische und sozialpolitische Studien) — двухтомная книга чешского католического священника Рудольфа Врба (Сихров-Врба, 1860—1939), вышедшая в Праге в 1906 году. «Яростно антисемитское» произведение расценивало события революции 1905 года в Российской империи, включая погромы, как защиту христиан от еврейской угрозы. Книга получила распространение в России, а также оказала влияние на взгляды будущего вождя Третьего рейха Адольфа Гитлера.

## Издания
В 1913 году книга была переиздана под новым названием и с иным предисловием:
- Vrba, Rudolf, Rußland und der Panslawismus. Statistische und. sozialpolitische Studien. 2 Bde. Prag, Selbstverlag, 1913. 532, 611 s.